# Chris Milk

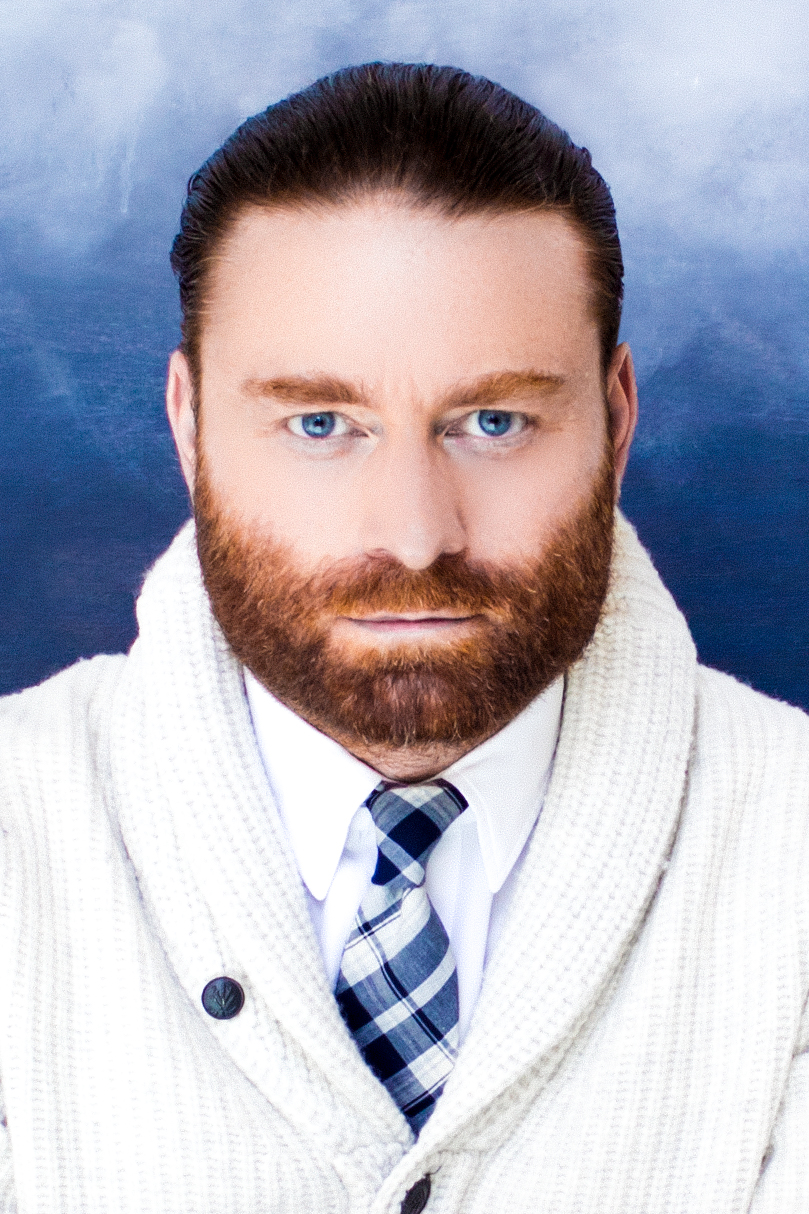
Chris Milk (2015)

Chris Milk jest amerykańskim reżyserem, zajmującym się głównie kręceniem wideoklipów. Reżyserował teledyski m.in. Kanye Westa, Courtney Love, Audioslave, Modest Mouse i Gnarlsa Barkleya. Nakręcił również kilka reklam telewizyjnych, w tym m.in. dla firmy Nintendo.

## Wideografia

### Wideoklipy
2006
- Kanye West & Lupe Fiasco - "Touch the Sky"
- Gnarls Barkley - "Gone Daddy Gone"
- U2 & Green Day - "The Saints Are Coming"

2005
- Natasha Bedingfield - "These Words" (wersja północnoamerykańska)
- Audioslave - "Doesn't Remind Me"

2004
- Courtney Love - "Mono"
- Kanye West & Syleena Johnson - "All Falls Down"
- Kanye West - "Jesus Walks" (druga wersja)
- Jet - "Rollover DJ"
- Modest Mouse - "Ocean Breathes Salty"
- John Mellencamp - "Walk Tall"

2003
- The Chemical Brothers & The Flaming Lips - "The Golden Path"

### Reklamy telewizyjne
2006
- L.L.Bean "Testing for Life", "Mt. Washington", "The Search"

2001
- Nintendo Paper Mario "CutOut"

1999
- 3DO BattleTanx: Global Assault "The Six Million Dollar Bear"
- Terminate "Vendomatic"

Rok nieznany
- UPN Safe Sex PSA "Stiffy"
- Telstra "Greyhounds"
- Nintendo GameCube
- Sprite "Extreme Is Dead"
- 3DO BattleTanx dla Nintendo 64 "Teddy Bear"
- Calve "Gas Station"

## Filmografia

### Krótkie filmy
- Weather (scena z filmu The Weather Man)
- Last Day Dream (segment filmu 42 One Dream Rush)
- Last Day Dream (projekt indywidualny)